# Henry Wickham
Sir Henry Alexander Wickham (29 de maio de 1846 – 27 de setembro de 1928), botânico inglês, ficou conhecido por ser o autor do contrabando de cerca de 70.000 sementes  de seringueira, Hevea brasiliensis, na região de Santarém , no Pará,  em 1876. As sementes foram encaminhadas ao Royal Botanic Gardens em  Londres e, após selecionadas geneticamente, enviadas para plantações na Malásia. É um dos mais ilustrativos casos de biopirataria de espécies amazônicas.
Wickham era filho de uma família de classe média, empobrecida de repente por causa da morte súbita do pai advogado, daí Wickham saiu da Inglaterra aos 20 anos, rumo aos trópicos em busca de riquezas. Tinha como inspirações os exploradores que levavam a bandeira do império colonial britânico ao mundo inteiro e eram considerados os heróis da época. Antes de chegar ao Brasil, passou pela Nicarágua e Venezuela, onde teve seu primeiro contato com índios e aprendeu a tirar o látex das seringueiras. Contraiu malária várias vezes , que o levou  à beira da morte. Obcecado com sonhos de grandeza, não parou e convenceu toda a família a se mudar para Santarém, onde tentou estabelecer uma plantação de seringueiras. Desta vez mais trágico. Em três anos, morreram sua mãe, sua irmã Harriette e a sogra de seu irmão John .
Em 1871, Wickham e sua esposa Violet Carter chegaram a Santarém , Pará onde ele tentou se passar por um expert em borracha. Impostor, logo caiu em desgraça e teve dificuldades financeiras, sendo amparado pela comunidade de norte americanos do local. Um fracasso em quase tudo que se propunha a fazer, Wickham obteve sucesso em enganar as autoridades portuárias em Belém, Pará, informando que a carga de sementes que estava enviando para Londres tratava-se de material botânico destinado a um herbário.
Wickham acondicionou os grãos em 50 cestos indígenas e forrou o conjunto com folhas de bananeira para evitar a formação de uma camada de cianeto. A embarcação da carga foi o SS Amazonas,  um navio em sua segunda viagem, o capitão foi roubado e abandonado pela tripulação. Apesar dos serviços à rainha, Wickham teve freadas as suas ambições  de coordenar as plantações de borracha nas colônias asiáticas, já que o diretor do Jardim Botânico o julgava um picareta. Recebeu apenas seus honorários de 700 libras esterlinas pelo feito e vagou pelo mundo como um condenado além de ser  pela esposa em Nova Guiné, numa região habitada por canibais. Três décadas e meia depois, quando as árvores nascidas das 2.900 sementes germinadas passaram a produzir a rica seiva, ele conseguiu, enfim, provar que estava certo. E virou cavaleiro da rainha, sir Wickham.
Com um longo bigode esbranquiçado e com conhecimento da "arte da pilantragem", também chamada de "arte da bigodagem",  por sua ação mesquinha de tráfico de sementes em prol de favorecer economicamente a Inglaterra e ter sucesso financeiro, ele tirou da Região Norte do Brasil a chance de crescer melhor economicamente. Seria esse, então, um heroi da Inglaterra e algoz do Brasil.